# Komisija za turno kolesarstvo PZS
Komisije za turno kolesarstvo je strokovna komisija Planinske zveze Slovenije (PZS), ki skrbi za razvoj in popularizacijo turnega kolesarstva. 
Ustanovljena je bila na osnovi 19. maja 2007 na skupščini PZS sprejetega dopolnila statuta, ki je med dejavnosti članov PZS dodal tudi dejavnost »turno kolesarstvo«. 
Ostale zvrsti gorskega kolesarstva (spust, cross-country, freeride... ) tekmovalnega značaja pa so domena kolesarskih organizacij, ki delujejo v skladu s panožnimi in drugimi predpisi na primerno urejenih področjih.

## Zgodovina
Začetki takrat poimenovanega gorskega kolesarjenja segajo v pozna šestdeseta leta, ko je skupina fantov v Marin County v Kaliforniji obula kolesa v široke narebrane plašče, okrepila okvirje in dodala raznične izboljšave ter se pričela spuščati po strmih poteh. Razvoj je bil bliskovit. Kmalu so se pričele razvijati tudi netekmovalne oblike gorskega kolesarstva, kar so omogočila vse bolj zmogljiva kolesa. Vožnjo po poteh, ki so bile do tedaj namenjene samo pešcem, so v planinskih krogih poimenovali turno kolesarstvo. Izraz turno prihaja od pojma, da planinci v gore hodijo na turo.

## Naloge
Naloge Komisije za turno kolesarstvo pri PZS so: 
- promovira turno kolesarstvo kot obliko gibanja v hribih;
- organizira skupinske ture;
- spodbuja povezovanje turno-kolesarskih odsekov znotraj planinskih društev PZS;
- izvaja in skrbi za izobraževanje za turno-kolesarskega vodnika I in II;
- sodeluje s Komisijo za planinske poti pri PZS;
- spodbuja spremembo zakonodaje v smeri večje svobode turnega kolesarstva.

Dejavnost turnih kolesarjev je v priporočilih CAA predstavljena takole: »Združenje planinskih organizacij alpskega loka (CAA) s svojimi društvi ima kolesarstvo, poleg pohodništva, za eno od okolju najsprejemljivejših športnih zvrsti v hribih. Zaradi tega društva, ki so včlanjena v CAA, v okviru izobraževalnih tečajev in prireditev, turno kolesarstvo na različne načine spodbujajo in podpirajo ...(Bolzano 15.2.2003)«.
Komisija za turno kolesarstvo skrbi za izobraževanje kolesarskih vodnikov in organizira kolesarske tabore, predavanja in ture. Prizadeva si za kolesarjem prijaznejšo zakonodajo.
Veljavni zakon o planinskih poteh primerno ureja možnost skupne rabe nekaterih planinskih poti za hojo in turno kolesarjenje, ne opredeljuje pa pravil gibanja kolesarjev na planinskih poteh.
Filozofija turnega kolesarstva je: z lastno močjo gor in dol. Vsak se mora sam odločiti, na katerih odsekih bo, ob tehničnih vzponih ali spustih, raje hodil ob kolesu. 

## Priporočila turnim kolesarjem
Priporočila so nekakšnem kodeks, ki spodbuja pozitiven odnos do okolja in družbeno odgovornost.
Kot osnovo za pripravo Priporočil za turno kolesarstvo PZS so bila uporabljena Pravila kolesarstva Mednarodne gorsko kolesarske organizacije IMBA (International Mountain Bicycling Association).

## Izobraževanje
Cilj programov, ki jih izvaja Komisija je usposobiti strokovne kadre za vodenje turno kolesarskih izletov. Izobraževanje je namenjeno pridobitvi strokovnega naziva turno-kolesarski vodni I in II, ki je usposobljen za vodenje kolesarskih tur po javnih cestah, gozdnih cestah, poljskih poteh in utrjenih gozdnih vlakah.
Turno-kolesarski vodnik I (TKV I) je osnovna stopnja usposobljenosti, namenjena predvsem vodenju kolesarskih izletov po hribovitem terenu, ki so po težavnosti in orientaciji srednje zahtevni. 
Kandidat mora biti star najmanj 18 let, imeti mora opravljen tečaj prve pomoči v obsegu snovi, kot je opisana v učbeniku Planinska šola, biti mora član planinskega društva in ustrezno zdrav. Uspešno mora opraviti teoretični sprejemni izpit in preizkusno turo ter osnovni tečaj. Predmetnik obsega naslednjo snov: organiziranost kolesarjev, zakonodaja, moralna in pravna odgovornost, teorija in metodika kolesarskega treninga, prehrana, psihologija vodenja, varstvo narave, planinske in kolesarske poti, prva pomoč, orientacija in načrtovanje ture, vodenje in varnost skupine, oprema turnega kolesarja, tehnika vožnje kolesa.
Za uspešno dokončanje usposabljanja mora biti kandidat prisoten na celotnem programu usposabljanja, opraviti mora vse izpite in v 30 dneh po izpitu oddati še seminarsko nalogo. S pozitivno oceno postane pripravnik za turno-kolesarskega vodnika I. Za dokončno pridobitev strokovnega naziva mora najkasneje v treh letih pod vodstvom mentorja uspešno voditi najmanj 5 tur. 
Vodnik mora vsaka tri leta podaljševati licenco in opraviti licenčno usposabljanje.
Turno-kolesarski vodnik II (TKV II) je usposobljen za vodenje zahtevnejših kolesarskih tur v težjem terenu, ki jih bo lahko dopolnil s klasičnim peš vzponom na vrhove, v skladu njegovo vodniško usposobljenostjo za vodenje kopnih tur. Usposobljen je za vodenje po vseh poteh, kjer zahtevnost spusta ne preseže S5 po Paternujevi sedem-stopenjski lestvici (zahtevni spusti po strmih poljskih poteh, strmih grajenih gozdnih vlakah in stezah s pogostimi ovirami, pri čemer manj izkušeni udeleženci ture mesta S5 prehodijo).
Program usposabljanja TKV II je nadgradnja programa usposabljanja TKV I. Usposabljanja se lahko udeležijo vodniki PZS z licenco A kategorije, ki so tri leta zaporedoma aktivni in so opravili osnovno usposabljanje. Da postane kandidat mora opraviti preskusno turo, mora pa imeti tudi odpravljenih najmanj 20 samostojnih kolesarskih tur med katerimi vsaj 5 dosega zahtevnost spusta S5. Po usposabljanju mora opraviti teoretični in praktični izpit ter oddati seminarsko nalogo. Po končanem usposabljanju postane pripravnik. V treh letih mora pod nadzorom voditi najmanj pet različnih tur, pri najmanj dveh registriranih TKV II - mentorjih.
Naziv turno-kolesarski vodnik je trajen, za opravljanje dejavnosti pa je treba vsaka tri leta potrjevati licenco.

## Zakonske podlage
Zato, da se dejavnost turnega kolesarstva lahko izvaja v naravi, je treba spoštovati vrsto zakonskih določil iz naslednjih zakonov: Zakon o planinskih poteh, Zakon o gozdovih, Zakon o ohranjanju narave, Zakon o graditvi objektov, Zakon o pravilih cestnega prometa, Zakon o voznikih, Zakon o cestah in Zakon o športu.